# Harry Taylor
Harry Taylor (...) è un attore britannico.

## Filmografia
- Demon of Paradise, regia di Ciro H. Santiago (1987)
- Mission Manila, regia di Peter Mackenzie (1990)
- Il mondo non basta, regia di Michael Apted (1999)
- La carica dei 102 - Un nuovo colpo di coda, regia di Kevin Lima (2000)
- Harry Potter e la pietra filosofale, regia di Chris Columbus (2001)
- Harry Potter e la camera dei segreti, regia di Chris Columbus (2002)
- Harry Potter e il prigioniero di Azkaban, regia di Alfonso Cuarón (2004)
- La fabbrica di cioccolato, regia di Tim Burton (2005)
- Casualty, serie TV (2005)
- Il codice da Vinci, regia di Ron Howard (2006)
- The Good Shepherd - L'ombra del potere, regia di Robert De Niro (2006)
- Sweeney Todd - Il diabolico barbiere di Fleet Street, regia di Tim Burton (2007)
- La bussola d'oro, regia di Chris Weitz (2007)
- Stardust, regia Matthew Vaughn (2007)
- Terminator Salvation, regia di McG (2009)
- Harry Potter e il principe mezzosangue, regia di David Yates (2009)
- Il discorso del re, regia di Tom Hopper (2010)
- Harry Potter e i Doni della Morte - Parte 1, regia di David Yates (2010)
- Alice in Wonderland, regia di Tim Burton (2010)
- Harry Potter e i Doni della Morte - Parte 2, regia di David Yates (2011)
- Frankenweenie, regia di Tim Burton (2012)
- Dark Shadows, regia di Tim Burton (2012)
- Suffragette, regia di Sarah Gavron (2015)
- Cenerentola, regia di Kenneth Branagh (2015)
- Miss Peregrine - La casa dei ragazzi speciali, regia di Tim Burton (2016)
- Alice attraverso lo specchio, regia di James Bobin (2016)